# Мозамбикско-южноафриканские отношения
Мозамбикско-южноафриканские отношения — двусторонние дипломатические отношения между Мозамбиком и Южно-Африканской Республикой. Протяжённость государственной границы между странами составляет 496 км.

## История
В 1928 году были установлены дипломатические отношения между Португальской Восточной Африкой и Южно-Африканским Союзом.
После провозглашения независимости Народной Республики Мозамбик отношения марксистского режима ФРЕЛИМО с режимом апартеида ЮАР были крайне враждебными. Власти ЮАР поддерживали повстанческое движение РЕНАМО в мозамбикской гражданской войне, власти Мозамбика помогали АНК. Однако в 1984 премьер-министр ЮАР Питер Бота и президент Мозамбика Самора Машел подписали Соглашение Нкомати о ненападении и добрососедстве.
В 1994 году закончилась эпоха апартеида в Южной Африке, что послужило толчком для укрепления отношений между странами в сфере экономического сотрудничества и инвестиций. Это сотрудничество привело к реализации многих экономических проектов: 20 июля 1994 года было подписано Соглашение по созданию совместной постоянной комиссии по сотрудничеству, а в 1997 году был создан двусторонний экономический форум.
Правительство ЮАР считает партнёрство с Мозамбиком стратегически важным, регулярно проходят двусторонние встречи на уровне глав государств. Многие граждане Мозамбика работают в шахтах Южно-Африканской Республики, заработанные денежные средства являются ценным валютным поступлением для экономики Мозамбика.